# Grüner Winkel (Güstrow)

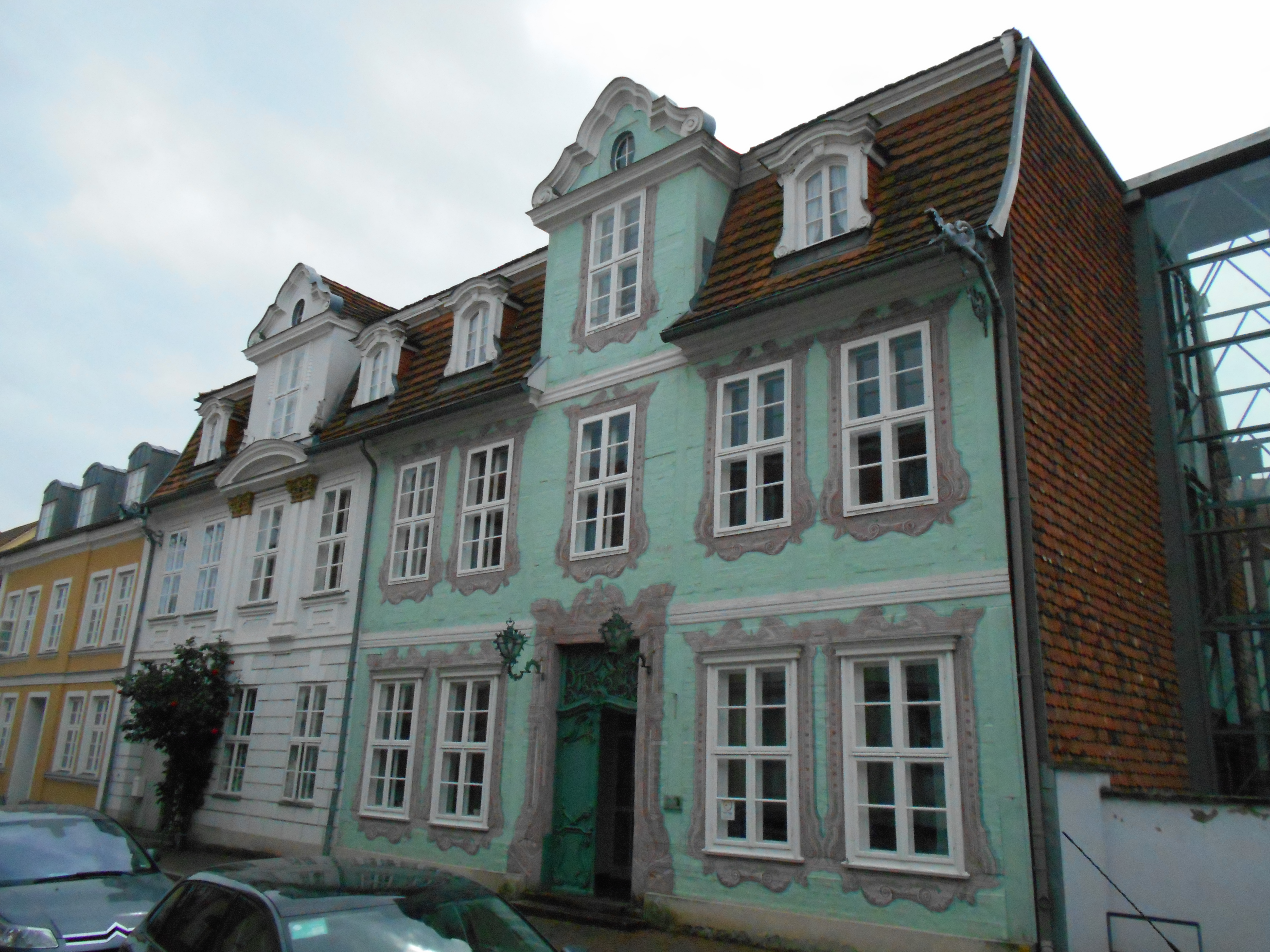
Nr. 9 und 10

Die historische Straße Grüner Winkel in Güstrow in Mecklenburg-Vorpommern in der Altstadt liegt südlich vom Stadtzentrum. Sie führt in West- und dann Nordrichtung von der Domstraße bis zur Hageböcker Straße.

## Nebenstraßen

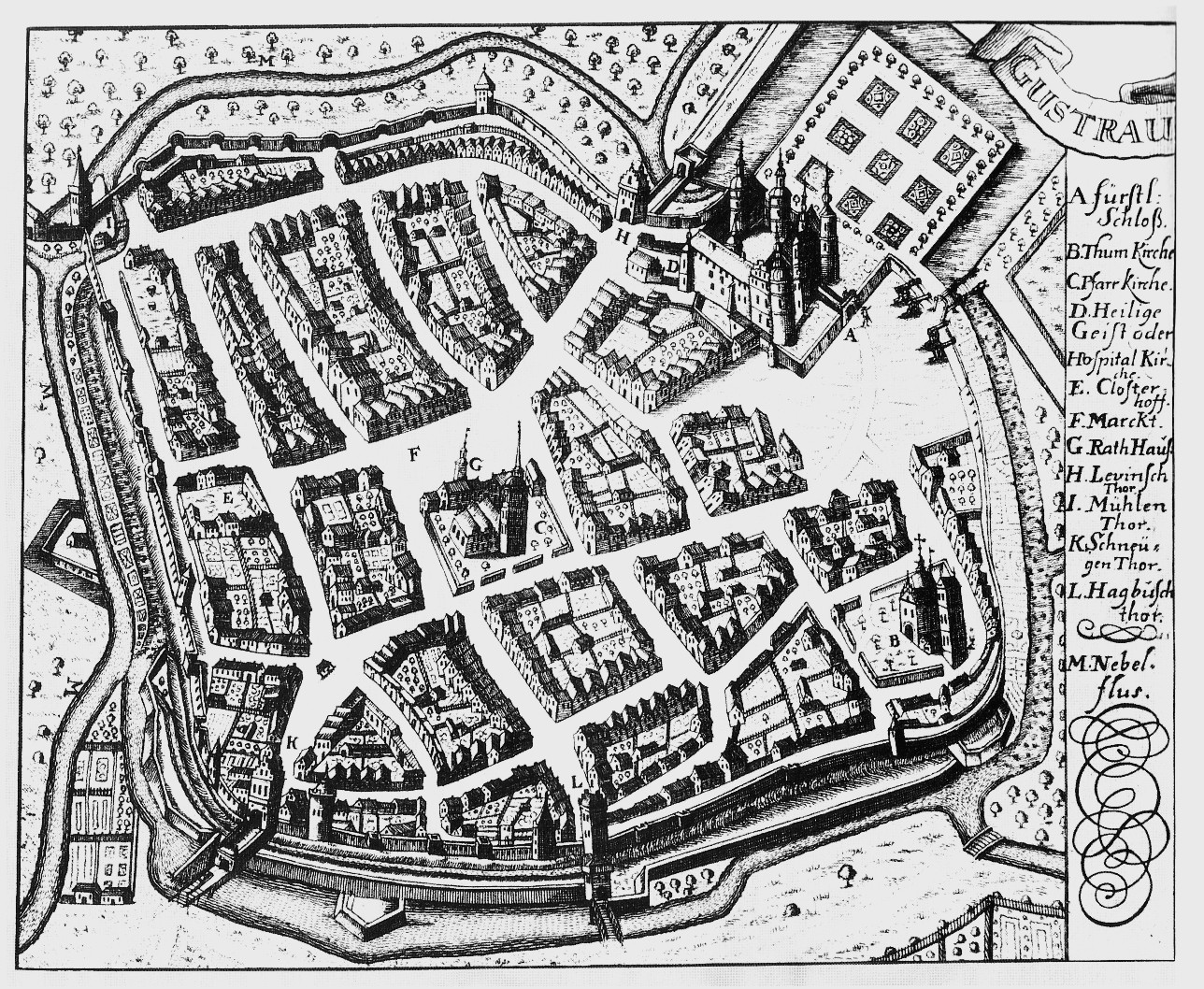
Güstrow 1706

Die Nebenstraßen und Anschlussstraßen wurden benannt als Domstraße nach dem mittelalterlichen Güstrower Dom, Schulstraße nach einer Schule an der Straße, Katzenstraße und Hageböcker Straße nach dem Hagebusch, also der Hagebuche bzw. Hainbuche (um 1425 Havelbucksche Strate).

## Geschichte

### Name
Die Straße Grüner Winkel hieß früher Badestubenstraße dann Grünwinkel, wohl nach den früheren Vorgärten der in einem Winkel verlaufenden Straße. Ein solcher Vorgarten ist in der Nr. 33 erhalten.

### Entwicklung

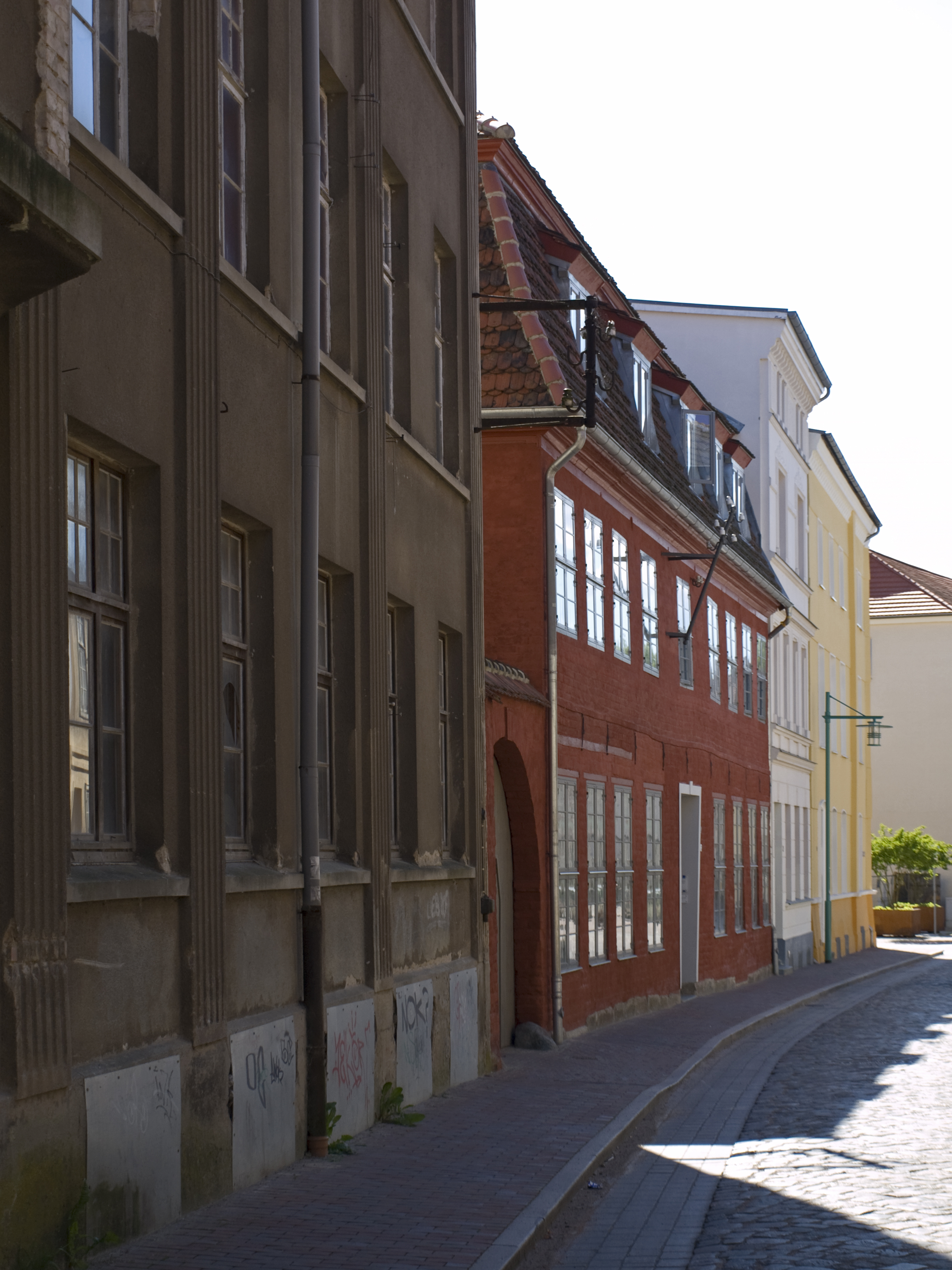
Nr. 1

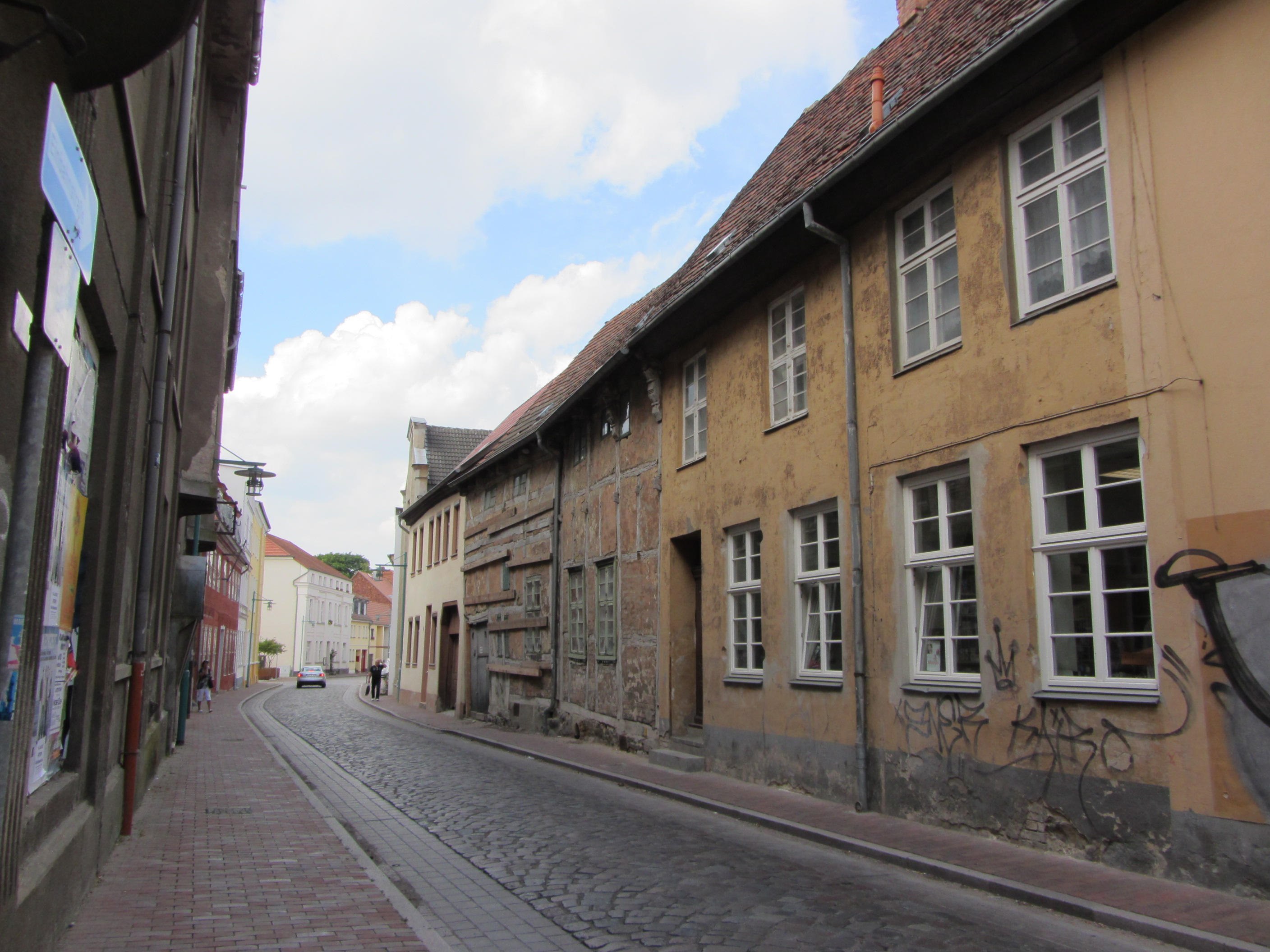
2012: Straße saniert, unsanierte Häuser

Güstrow besteht seit um 1100 und war von 1229 bis 1436 sowie von 1556 bis 1695 Residenzstadt. Die slawische Burg und Schloss Güstrow prägten den Ort. Nach dem großen Stadtbrand von 1503 wurden viele Häuser neu erbaut.
An der Straße entstanden zunächst viele kleinere Häuser mit Vorgärten. Später setzte sich eine geschlossene Bebauung durch.
Ab 1991 wurde die historische Altstadt als früheres Nationales Flächendenkmal und nun Modellstadt der Städtebauförderung saniert, so auch die Straße und viele Häuser.

## Gebäude, Anlagen (Auswahl)
An der Straße stehen zumeist zweigeschossige Häuser. Die mit (D) gekennzeichneten Häuser stehen unter Denkmalschutz.
- Domstraße Nr. 20, Ecke Grüner Winkel: 2-gesch. klassizistisches Wohn- und Geschäftshaus mit einem Hintergebäude (D), Fassade mit Pilaster im OG und hohem Gesims mit rundem Abschluss, saniert in den 1990er Jahren
- Domstraße Nr. 21: 3-gesch. Wohn- und Geschäftshaus aus den 1920er Jahren, früher 2-gesch. Giebelhaus seit 1899 mit Papierwarenhandlung
- Nr. 1: 2-gesch. 9-achsiges rotes Wohnhaus und ehem. Hofapotheke mit denkmalgeschützten Türen (D) und Mansarddach, mit Bauelementen aus der Renaissance, dem Barock und dem Klassizismus, nach langem Leerstand bis 2011 nach Plänen von Gabriele Schuldt (Güstrow) saniert, Bauherrenpreis 2011 der Stadt Güstrow
- Nr. 4: 2-gesch. Wohnhaus (D) mit Hintergebäude zur Schulstraße, erstes Wallensteinsches Postanstalt von 1628
- Nr. 5: 2- und 3-gesch. historisierendes ehem. Wohnhaus (D), heute saniertes Haus der Landeskirchlichen Gemeinschaft (LKG) Güstrow
- Nr. 6: 2-gesch. saniertes Wohnhaus
- Nr. 8: 2-gesch. saniertes Wohnhaus
- Nr. 9: 2-gesch. barockes Wohnhaus (D), verputztes Fachwerkhaus mit Zwerchgiebel und Mansarddach, heute Haus der Kirche
- Nr. 10: 2-gesch. barockes Wohnhaus aus der Mitte des 18. Jahrhunderts (D), verputztes Fachwerkhaus mit Zwerchgiebel und Mansarddach, heute Haus der Kirche mit Tagungszentrum
- Nr. 12: 2-gesch. saniertes Wohnhaus mit bemerkenswerter Haustür, heute Praxis
- Nr. 16: 2-gesch. saniertes Wohnhaus mit Praxis
- Nr. 19: 2-gesch. Wohnhaus (D)
- Nr. 20/21: 3-gesch. Wohnhaus von 1985 mit denkmalgeschützter Haustür (D), 4-gesch. Giebelrisalit, zuvor stand bis 1985 ein baufälliges 2-gesch. Eckhaus mit Krüppelwalmdach, heute ist hier ein Pizza-Restaurant
- Nr. 27: 2-gesch. Wohnhaus (D), saniert in den 1990er Jahren
- Nr. 31: 2-gesch. saniertes Wohnhaus (D) mit Praxis
- Nr. 32: 2-gesch. saniertes Wohnhaus (D)
- Nr. 33: 2-gesch. freistehendes neoklassizistisches Wohnhaus von um 1890 (D), Vorgängerhaus Alterssitz für Predigerwitwen. 1995 saniertes Giebelhaus mit erhaltenem Vorgarten, zunächst noch mit Gasthaus zum Grünen Winkel
- Nr. 34: 2-gesch. Wohnhaus (D), Neubau und Bauherrenpreis 2007
- Nr. 35: 2-gesch. Wohnhaus, saniert in den 1990er Jahren
- Nr. 36: 3-gesch. Wohnhaus von 1992 nach Plänen von Chlumsky – Peters – Hildebrand (Lübeck)[3]